# Hitachi Universal Storage Platform
 (novembre 2014).
Si vous disposez d'ouvrages ou d'articles de référence ou si vous connaissez des sites web de qualité traitant du thème abordé ici, merci de compléter l'article en donnant les références utiles à sa vérifiabilité et en les liant à la section « Notes et références ».

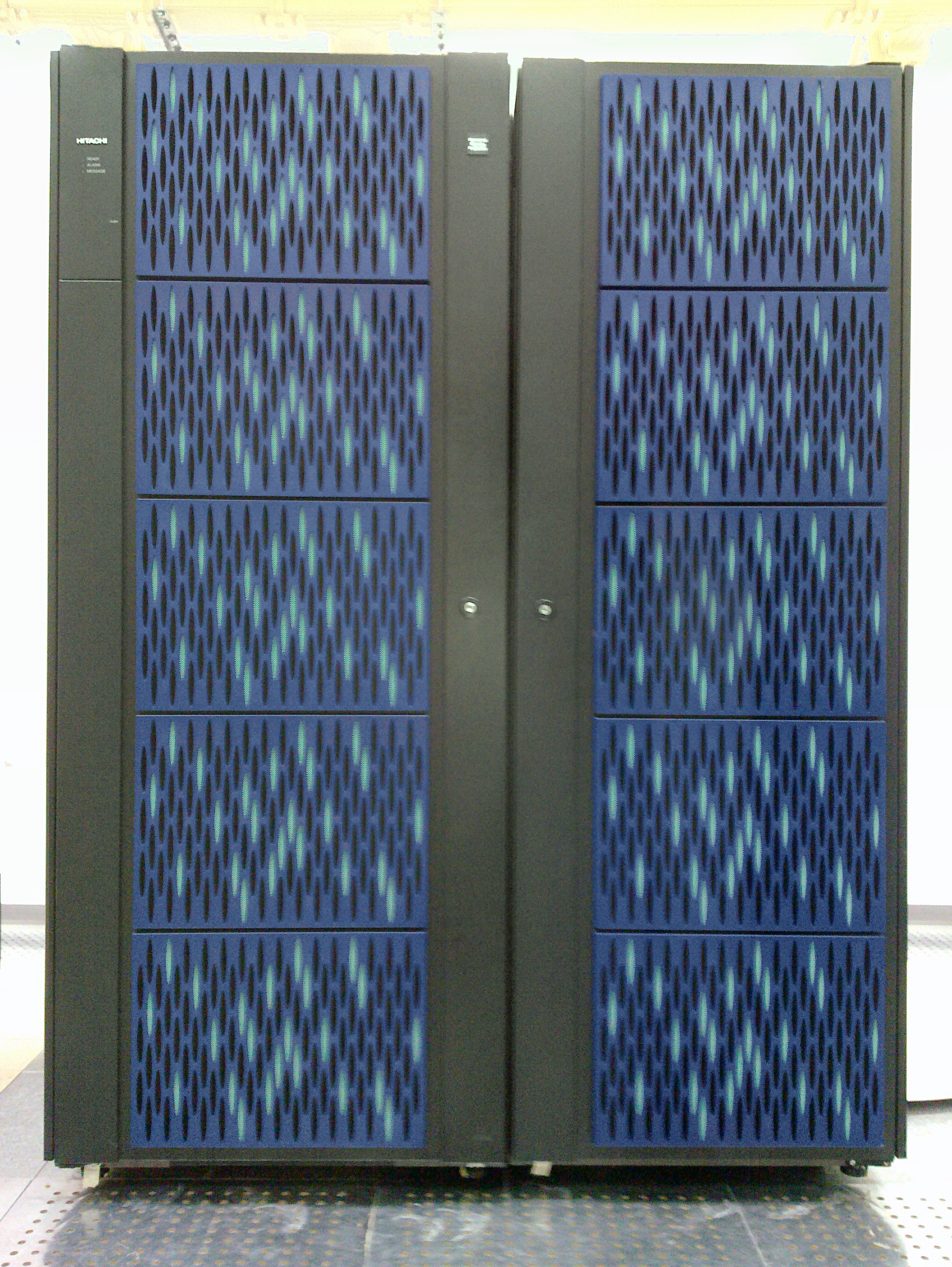
Hitachi USP R1

Hitachi Universal Storage Platform, ou USP, est une solution matérielle destinée au stockage de données de la société Hitachi Data Systems. Apparue en 2004, en première génération, sous l'appellation Tagmastore Universal Storage Platform modèle 100, 600 et 1100, puis en 2007 sous l'appellation Universal Storage Platform V ou VM, elle propose des fonctionnalités telles que la virtualisation de stockage hétérogène, l’allocation à l’écriture (Dynamic Provisioning), le partitionnement logique et la réplication journalisée.

## Principales Caractéristiques
- La baie de stockage USP possède un taux de disponibilité supérieur à 99,999%.
- Elle est partagée en deux « clusters » séparés. Chaque « cluster » a une alimentation séparée et une logique séparée. Tous les éléments logiques sont composés de 2 éléments physiques répartis sur les 2 « clusters ».
- Tous les composants sont aux normes européennes « RoHS »
- Toutes les opérations d’évolution, y compris les montées de microcode, se font à chaud.
- Une fonctionnalité de copie à distance asynchrone journalisée
- Architecture interne basée sur la matrice commutée « Universal Star Network V » et liens Fibre Channel 4 Gb (4M d'entrées-sorties/s en configuration optimale, 200000 entrées-sorties/s en accès aléatoire)
- Une mémoire cache utilisateur duplexée
- Une mémoire de gestion interne duplexée
- 65536 disques logiques (LDEV) max
- Mixage des types de protection RAID (RAID1+0, RAID5+, RAID6)
- Mixage de disques de capacités différentes (300, 450 et 600 Go à 15 000 tr/min FC, 1 et 2 To SATA, 146, 200 et 400 Go SSD)

Elle a depuis laissé en 2010 sa place à la solution Hitachi Virtual Storage Platform (VSP).